# لويس ميراندا خونكو
لويس ميرندا خونكو (10 مايو 1919 – 17 أغسطس 1969) هو لاعب كرة قدم إسباني سابق، لعب في مركز الوسط. شارك مع أندية ريال مدريد وأتلتيكو مدريد وبرشلونة خلال الفترة من 1939 حتى 1942.

## المسيرة الكروية
وُلد لويس ميرندا في لاس بالماس بتاريخ 10 مايو 1919، وبدأ مسيرته الكروية مع نادي مدينته الأم، نادي ريال فيكتوريا، عام 1937 وهو في الثامنة عشرة من عمره. انضم إلى صفوف ريال مدريد عام 1939، حيث سجل هدفين في ثلاث مباريات رسمية، جميعها في بطولة منطقة الوسط الإسبانية.
بعد فترة قصيرة في صفوف أتلتيكو أفياثيون (الاسم السابق لنادي أتلتيكو مدريد بعد اندماجه مع نادي الطيران الوطني)، انضم ميرندا إلى نادي برشلونة، حيث شارك في مباراة رسمية واحدة فقط، ضمن منافسات الدوري الإسباني، ضد نادي إشبيلية في ملعب ليس كورتس بتاريخ 4 فبراير 1940، وسجل هدف فريقه الوحيد في الخسارة 1–2.
عُرف ميرندا بقدرته التهديفية العالية وروحه الرياضية، إذ لم يُعاقب أبدًا من قبل أي حكم.
في عام 1940، عاد إلى نادي أفياثيون، لكنه لم يشارك في أي مباراة ضمن الدوري خلال موسمه الأول، الذي تُوج فيه النادي بلقب الدوري الإسباني 1940–41. ويُعد ميرندا أحد اللاعبين القلائل الذين مثلوا ناديي ريال مدريد وأتلتيكو مدريد.
في موسمه الثاني والأخير مع أفياثيون، سجل ثلاثة أهداف في أربع مباريات ضمن الدوري. وبشكل إجمالي، سجل أربعة أهداف في خمس مباريات في الدوري الإسباني مع كل من برشلونة وأتلتيكو مدريد.
عاد ميرندا بعد ذلك إلى مسقط رأسه وانضم مجددًا إلى نادي ريال فيكتوريا، حيث اعتزل اللعب عام 1947، وهو في الثامنة والعشرين من عمره.

## الوفاة
توفي لويس ميرندا في لاس بالماس بتاريخ 17 أغسطس 1969، عن عمر ناهز 50 عامًا.

## الإنجازات
أتلتيكو أفياثيون
- الدوري الإسباني:
  - البطل (1): 1940–41